# Portal Tomb von Kilkeel
Das Portal Tomb von Kilkeel (auch „the Crawtree Stone“ genannt) ist eine nicht ausgegrabene Megalithanlage nordöstlich  von Kilkeel (irisch Cill Chaoil – „Kirche Caols“ oder „Kirche der Enge“), im äußersten Süden des County Down in Nordirland, unweit des Court Tomb von Dunnaman. Als Portal Tombs werden zwischen 4000 und 2500 v. Chr. in der Jungsteinzeit errichtete Megalithanlagen in Irland und Großbritannien bezeichnet, bei denen zwei gleich hohe, aufrecht stehende Steine mit einem Türstein dazwischen, die Vorderseite einer Kammer bilden, die mit einem zum Teil gewaltigen Deckstein bedeckt ist.
Die Megalithanlage aus dem Neolithikum (3000 bis 2000 v. Chr.) liegt in einer Feldbegrenzung an einem Schotterweg. Das etwa zwei Meter hohe und 2,5 m lange Portal Tomb aus Granitblöcken ist nach Süden orientiert. Der Deckstein ist etwa 2,5 m breit und 0,6 m dick. Er ruht auf zwei 1,3 m hohen und 0,8 m breiten Portal- und zwei verkippten Seitensteinen, die etwa 1,5 m hoch und 1,2 m lang sind; es gibt keinen Endstein. Der Türstein ist nicht original.
Der Name Crawtree Stone ist ungewöhnlich für ein Grab. Die mythologische  Bezeichnung „crawtree“ (dt.: „Krähenbaum“) bezieht sich auf einen Todesbaum und drückt einen Aspekt der irischen Muttergöttin aus.
Das Court Tomb von Dunnaman liegt westlich und das Court Tomb von Moyad nördlich von Kilkeel.